# Styrsvik
Styrsvik är en by på ön Runmarö i Stockholms skärgård. I Styrsvik kan man lägga till med båten i Styrsviken eller vid krogen. Båtar går reguljärt till Styrsvik från Stavsnäs. 